# Lentevuurspin
De lentevuurspin (Eresus sandaliatus), vroeger ook wel zwarte kaardespin genoemd, is een spinnensoort uit de familie van de fluweelspinnen (Eresidae). De wetenschappelijke naam van de soort werd in 1778 als Aranea sandaliata gepubliceerd door Friedrich Wilhelm Martini en Johann August Ephraim Goeze.

## Kenmerken
Het vrouwtje wordt 8 tot 16 mm groot en de mannetjes bereiken een lengte van 6 tot 11 mm. De vrouwtjes zijn geheel zwart, afgezien van de verspreide gelige beharing. De mannetjes zijn zwart met een zeer opvallend, helderrood achterlijf met vier grote zwarte stippen en twee kleine. Alle poten hebben witte ringbanden. De soort lijkt in veel opzichten op de herfstvuurspin (Eresus kollari). Het belangrijkste verschil zijn de rode achterpoten van de herfstvuurspin; bij de lentevuurspin zijn deze zwart. Bovendien is het mannetje kleiner dan dat van de herfstvuurspin. In sommige talen worden beide soorten ook wel "lieveheersbeestjesspinnen" genoemd.

## Levenswijze
Het vrouwtje wordt zelden gezien omdat zij ingegraven leeft in een ondergronds hol. Vanaf haar jeugd leeft ze in het hol dat is bekleed met spinsel. In het voorjaar moet ze uit noodzaak de gang wel vergroten. Het vanggedeelte van het spinsel (een koepelvormig web) bevindt zich boven de grond. Afhankelijk van de grootte en ouderdom van de spin kan dit deel wel 3 cm boven de grond uitsteken. Het mannetje bouwt eenzelfde soort web. Als het mannetje na enkele jaren volwassen is geworden, verlaat hij begin april zijn woonbuis en gaat op zoek naar een vrouwtje. Hij gaat, traag lopend, met zijn korte, dikke poten de omgeving verkennen. Het vinden van een wijfje doet hij met behulp van feromonen. De paring vindt plaats in de woonbuis van het vrouwtje en daar maakt ze ook het eipakket. Na het uitkomen van de eitjes voedt de moeder de jonge spinnetjes met voedselsappen. Ze sterft echter al na korte tijd. De jonge spinnen zuigen de moeder dan verder leeg. Na enige tijd zwermen de jongen uit en bouwen hun eigen woonbuizen. Het volwassen worden neemt 3 jaar in beslag. Het voedsel bestaat uit kevers, duizendpoten, mieren en soms zelfs andere spinnen.

## Verspreiding en habitat
In Nederland komt een aantal populaties van deze soort voor. De meeste meldingen komen uit De Hoge Veluwe, Planken Wambuis en de zuidelijke Veluwezoom. Er is ook een waarneming bekend uit Noord-Limburg en een heel oude uit Maastricht (1896), maar over deze beide bestaan twijfels.
In België werd de soort eind 2011 opnieuw waargenomen op de Balim Gronden bij Lommel, na een zoektocht die startte op 20 mei 2009, toen het eerste exemplaar sedert de laatste waarneming (in 1896 in Genk) werd aangetroffen. Het zou mogelijk gaan om de dichtste concentratie van deze soort ter wereld. Om de populatie te beschermen, besliste Natuurpunt in 2017 om bijna 50 hectare van het geplande industriegebied aan te kopen. Elders in Noord-Limburg werd intussen de habitat bedreigd door de aanleg van een groot zonnepark. Tussen 2009 en 2021 werden daarom zo'n 2000 exemplaren overgebracht naar beschermde natuurgebieden.
Eresus-soorten zijn warmteminnend. Ze komen voor in droge gebieden met voedselarme zandgronden, zoals heidevelden en droge heischrale vegetatie. De bodem moet los en waterdoorlatend zijn zodat een holletje kan gegraven worden en dit niet verdrinkt.
De spin is veelal te vinden op op het zuiden gerichte hellingen, bij voorkeur met een begroeiing van korstmossen. Deze begroeiing bestaat hoofdzakelijk uit rood bekermos (Cladonia coccifera). Er wordt vermoed dat de rode kleur van de vruchtlichamen een zekere camouflage biedt.

## Vuurspinnendoder
In 1998 is melding gemaakt van de vuurspinnendoder (Eoferreola rhombica), waarvan bekend is dat hij op fluweelspinnen jaagt. De vondst was in Oud-Reemst, dat in het verspreidingsgebied van de lentevuurspin ligt. In juli 2004 werd opnieuw melding gemaakt van een exemplaar, ditmaal bij Uddel.
In België is in 2009 de eerste melding gemaakt van de vuurspinnendoder. Op 3 juni 2009 werd in Lommel bij de prooiresten aan een hol van een lentevuurspin een vrouwelijke vuurspinnendoder ontdekt.

## Synoniemen
- Aranea purpurata Panzer, 1804
- Eresus annulatus Hahn, 1821